# Coping
In psicologia il coping (dall'inglese to cope, "fare fronte", designato anche con i termini italiani capacità di far fronte, di reagire, o di resilienza) indica l'insieme dei meccanismi psicologici adattativi messi in atto da un individuo per fronteggiare problemi emotivi ed interpersonali, allo scopo di gestire, ridurre o tollerare lo stress e il conflitto.
L'efficacia degli sforzi di adattamento dipende dal tipo di stress, dall'individuo e dalle circostanze; le risposte sono in parte controllate sia dalla personalità (caratteristiche abituali), che dall'ambiente sociale, in particolare dalla natura dell'ambiente stressante.
Attraverso l'introspezione, l'individuo prende consapevolezza delle proprie vulnerabilità e limiti nelle situazioni quotidiane, e di conseguenza cerca di sviluppare e mettere in atto le strategie più efficaci possibili per potervi far fronte.
Tali livelli di consapevolezza e gestione sono in genere sviluppati nel tempo oppure sotto la guida di uno psicoterapeuta nelle sedute psicoterapeutiche.

## Terminologia
I meccanismi psicologici di coping sono comunemente chiamati strategie di adattamento. Il termine coping viene solitamente riferito alle strategie adattive (cioè costruttive), ovvero strategie che cerchino di ridurre lo stress; al contrario, le strategie che tendono ad aumentare lo stress vengono definite disadattive, proprio a causa del risultato raggiunto. Inoltre, con il termine adattamento spesso ci si riferisce al coping reattivo, cioè alla risposta che segue un agente stressante, a differenza di una risposta proattiva, con cui si tende a neutralizzare in anticipo un futuro agente stressante. Le strategie inconsce o non coscienti (come ad es. i meccanismi di difesa), sono solitamente escluse dalla definizione di adattamento.

## Tipi di strategie di coping
Nonostante siano state identificate centinaia di strategie di coping, una loro precisa classificazione non è stata concordata; vengono tuttavia solitamente effettuate distinzioni comuni sulla base del tipo di strategia adoperata: focalizzata sul problema o sull'emozione; interessamento o distacco; cognitiva o comportamentale.
Ad esempio, Weiten identifica quattro tipo di strategie di coping:
- incentrato sulla valutazione (adattivo-cognitivo): orientato alla sfida di ipotesi personali.
- incentrato sul problema (adattivo-comportamentale): riduzione o eliminazione degli agenti stressanti.
- incentrato sull'emozione: cambiamento delle reazioni emotive personali.
- incentrato sul lavoro: orientato verso un'occupazione duratura, in grado di fornire feedback positivi.

Le strategie incentrate sulla valutazione sono messe in atto quando la persona modifica il suo modo di pensare, come ad esempio con l'uso della negazione o l'allontanamento del problema. Ci sono persone che alterano il modo in cui pensa ad un problema, modificando i propri obiettivi e valori, ad esempio vedendo dell'umorismo in situazioni spiacevoli.
Alcuni autori hanno suggerito che l'umorismo possa giocare un ruolo maggiore come moderatore di stress tra le donne rispetto agli uomini.
Le persone che adoperano strategie incentrate sul problema, cercano di gestire in modo diretto la causa dei propri problemi, solitamente cominciando con il reperire informazioni sul problema in sé ed imparando nuove abilità volte alla sua risoluzione. Il coping incentrato sul problema punta a cambiare o eliminare la sorgente di stress.
Le tre strategie identificate da Folkman e Lazarus sono: assunzione del controllo, ricerca delle informazioni e valutazione dei pro e dei contro.
Le strategie incentrate sull'emozione sono caratterizzate dal rilascio delle emozioni accumulate, distrazione, gestione dei sentimenti ostili, meditazione.
Il coping incentrato sull'emozione è orientato alla gestione delle emozioni che accompagnano la percezione dello stress minimizzando, riducendo o prevenendo le componenti emotive di un fattore stressante.
Tale strategia può essere applicata in vari modi, tra cui:
- Rinuncia
- Ricerca di supporto sociale
- Prendere le distanze
- Evasione - Evitamento
- Accettazione delle responsabilità o colpe
- Utilizzo dell'autocontrollo
- Valutazione positiva.

Il principale obiettivo di questo meccanismo di coping è quello di cambiare il significato del fattore stressante o di trasferirne l'attenzione altrove.
Ad esempio, tramite la valutazione positiva si cerca di trovare dei significati utili o positivi; con l'evitamento, si evita il disagio emotivo distraendosi dai sentimenti negativi.
Il coping focalizzato sull'emozione è più adatto a quei fattori di stress che sembrano incontrollabili (es.: diagnosi di una malattia terminale o la perdita di una persona cara).
Sebbene alcuni meccanismi di coping basati sull'emozione, come prendere le distanze e l'evitamento, siano efficaci nell'alleviare lo stress per un periodo di tempo limitato, possono risultare dannosi se utilizzati per un tempo protratto. Meccanismi che ricercano emozioni positive, quali ad esempio la ricerca di supporto sociale e la ricerca di significati positivi, sono invece più propensi ad ottenere esiti positivi.
Solitamente, le persone tendono ad utilizzare numerose strategie di coping, cambiandole di volta in volta. Sebbene tutti questi approcci risultano essere utili, alcune ricerche sostengono che coloro che utilizzano le strategie di coping incentrate sul problema riescano ad adattarsi meglio alla vita.
Lazarus afferma che "la connessione tra la sua idea di 'rivalutazioni difensive' o coping cognitivo ed il concetto di Freud di 'difesa dell'Io' si sovrappongono con i meccanismi di difesa della persona.

## Tecniche positive (coping adattivo o costruttivo)
Una delle strategie di coping costruttivo è chiamato coping proattivo. Ad esempio, tramite l'anticipazione, cerchiamo di ridurre lo stress di un dato compito, immaginando preventivamente quel che potrebbe accadere e preparandoci per come saremo in grado di poterlo gestire al meglio.
Due altre strategie sono il coping sociale, come la ricerca di supporto da altre persone, ed il coping incentrato sul significato, in cui il soggetto si concentra sul trarre del significato dall'esperienza stressante.
Un'adeguata nutrizione, esercizio fisico e sonno contribuiscono alla gestione dello stress, così come l'essere atletici e le tecniche di rilassamento come il rilassamento progressivo dei muscoli.
L'umorismo, quando usato come strategia di coping costruttivo, può avere particolare beneficio alla salute, sia emotiva che mentale. Con una visione umoristica della vita, le esperienze stressanti possono essere e sono spesso ridotte al minimo. Questa strategia di coping corrisponde con stati emotivi positivi, ed è nota essere un indicatore della salute mentale. Anche i processi fisiologici sono influenzati dall'esercizio dell'umorismo: ridere può ad esempio ridurre la tensione muscolare, aumentare il flusso di ossigeno nel sangue, esercitare la regione cardiovascolare, e produrre endorfine nel corpo.
L'uso dell'umorismo durante l'elaborazione dei sentimenti può variare a seconda delle circostanze e degli stili umoristici individuali.
Per quanto riguarda il dolore e la perdita durante gli eventi della vita, è stato scoperto che le risate ed i sorrisi genuini scaturiti mentre si parla della perdita, hanno previsto un successivo adattamento, ed evocato risposte più positive da altre persone.
Ad esempio, un familiare del defunto potrebbe cominciare a scherzare con qualunque partecipante non particolarmente disposto, o immaginare improbabili eventi durante il servizio funebre. Talvolta, le persone fanno ricorso all'umorismo per provare un senso di controllo durante una situazione in cui ci si sente impotenti. L'umorismo esercitato può essere un segno di regolazione emotiva, così come il supporto e l'interazione con gli altri che hanno subito la scomparsa.
Nell'affrontare lo stress è importante occuparsi del proprio benessere fisico, mentale e sociale. Si dovrebbe mantenere la propria salute e imparare a rilassarsi se ci si trova sotto stress. Sul piano mentale, è importante avere pensieri positivi, valutare se stessi, dimostrare una buona gestione del tempo, pianificare e pensare al futuro ed esprimere emozioni.
Socialmente si dovrebbe comunicare con le persone e cercare nuove attività. Seguendo queste semplici strategie, si avrà un tempo più facile per rispondere alle sollecitazioni nella propria vita.

## Tecniche negative (coping disadattivo o non-coping)
Se da un lato i metodi di coping adattativi migliorano il funzionamento, dall'altro una tecnica di coping disadattativa ridurrà i sintomi mantenendo e rafforzando il disturbo: le tecniche disadattative sono più efficaci a breve termine piuttosto che a lungo termine.
Esempi di strategie comportamentali disadattive includono dissociazione, sensibilizzazione, ricerca della sicurezza, evitamento ansioso e fuga (compresa l'automedicazione).
Queste strategie di gestione interferiscono con la capacità della persona di disimparare o spezzare l'associazione tra la realtà e i sintomi che generano ansia; vengono definite strategie disadattive in quanto servono a mantenere il disordine.
La dissociazione è la capacità della mente di separare e compartimentare pensieri, ricordi ed emozioni, ed è spesso associato o causato dal disturbo da stress post-traumatico.
La sensibilizzazione è il cercare di conoscere, provare e/o anticipare eventi temibili in uno sforzo protettivo, per evitare che questi eventi si verifichino, prima che essi abbian modo di iniziare.
La ricerca della sicurezza è mostrata, ad esempio, quando gli individui con disturbi d'ansia iniziano a contare su qualcosa o qualcuno come mezzo per far fronte alla loro ansia eccessiva (un semplice esempio sono i peluche usati dai bambini).
L'evitamento ansioso spesso si manifesta, ad esempio, quando una persona evita situazioni di ansia provocando deliberatamente problemi con tutti i mezzi a propria disposizione. Questa è una delle strategie più comunemente in uso.
La fuga è strettamente correlata all'elusione. Questa tecnica è spesso dimostrata da persone che soffrono di attacchi di panico o di fobie, che preferiscono fuggire dalla situazione al primo segno di ansia.

## Coping incentrato sulla salute (strategie salutari e non salutari)
Il coping incentrato sulla salute afferma che tutte le strategie utilizzate da una persona sono volte a ridurre il disagio e possono essere inizialmente efficaci.
Le strategie più sane sono quelle che possono aiutare una persona a far fronte ad un problema e non hanno conseguenze negative. I gruppi di supporto spesso effettuano attività di auto-assorbimento (ad esempio respirazione profonda, auto-difesa, dialogo interiore positivo), attività rilassanti o distraenti, sostegno sociale, e la ricerca di sostegno da parte degli operatori sanitari se le strategie personali non sono efficaci.
Le strategie malsane sono quelle che sebbene possano essere utili a breve termine, spesso tendono ad avere conseguenze negative; queste comprendono il dialogo negativo con se stessi, attività malsane (ad esempio, alimentazione emotiva, alcol e droghe, autolesionismo), l'isolamento sociale e l'ideazione suicida.
L'obiettivo della pianificazione è quello di far sì che le persone sappiano in anticipo come affronteranno gli inevitabili tempi difficili della vita per aumentare la probabilità che utilizzino strategie di coping sane prima di utilizzare abitualmente strategie malsane. Le strategie di coping sane, oltre che essere associate ad uno stato di benessere generale, hanno un'influenza molto maggiore nel prevedere quanto una persona si sentirà in difficoltà quando le cose non andranno bene.

## Ulteriori esempi
Altri esempi di strategie di coping includono supporto emotivo o strumentale, autodistruzione, negazione, auto-accusa, disinteresse comportamentale e uso di droghe o alcool.

## Differenze di genere
Le differenze di genere nelle strategie di coping rappresentano il modo in cui la gestione dello stress psicologico differisce tra uomini e donne.
Vi sono dati che dimostrano che i maschi spesso sviluppano stress a causa della loro carriera, mentre le donne spesso incontrano tensioni a causa di problemi nelle relazioni interpersonali.
Gli studi precedenti hanno indicato che "ci sono state differenze di genere nelle fonti di fattori di stress, ma le differenze di genere nella loro gestione erano relativamente piccole dopo il controllo per la fonte di fattori di stress"; un lavoro più recente ha anche rivelato "piccole differenze tra le strategie di risposta delle donne e degli uomini quando si studiano individui in situazioni simili".
In generale, tali differenze esistenti indicano che le donne tendono ad assumere una capacità di far fronte allo stress basata sull'emozione e la risposta "prenditi cura e sii amichevole" allo stress, mentre gli uomini tendono a utilizzare una risposta incentrata sul problema e la risposta di attacco o fuga, forse perché gli standard sociali incoraggiano gli uomini ad essere più individualisti, mentre le donne sono spesso considerate interpersonali. Una spiegazione alternativa per le differenze di cui sopra riguarda i fattori genetici. Il grado in cui i fattori genetici e il condizionamento sociale influenzano il comportamento è tuttora oggetto di dibattito.

## Base fisiologica
Anche gli ormoni svolgono un ruolo nella gestione dello stress.
In vari studi, durante le situazioni di stress il cortisolo (un ormone dello stress) è stato rinvenuto elevato negli uomini, mentre nelle donne i suoi livelli sono diminuiti; in queste ultime è stato invece notato un aumento dell'attività limbica. Molti ricercatori ritengono che questi risultati siano alla base delle ragioni per cui gli uomini adottano una reazione di "combattimento o di fuga", mentre le donne hanno una reazione di "prenditi cura e sii amichevole". La risposta "maschile" attiva il sistema nervoso simpatico sotto forma di aumento del livello di concentrazione e produzione di adrenalina; al contrario, la reazione "femminile" si riferisce alla tendenza a proteggere la prole e i parenti.
Anche se queste due reazioni supportano una base genetica alle differenze di comportamento, non si dovrebbe presumere che in generale le donne non possano implementare un comportamento del tipo "combattimento o fuga" o che gli uomini non possano implementare un comportamento usato maggiormente nelle donne.